# Tempio di Debod

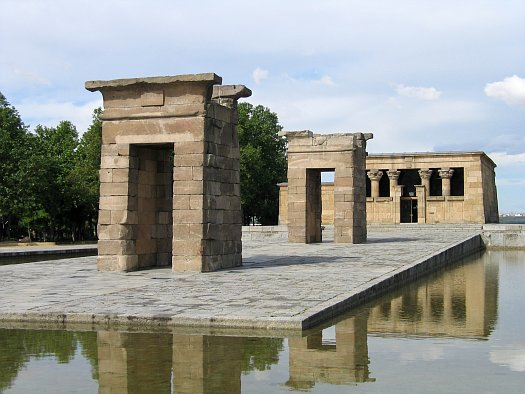
Tempio di Debod.

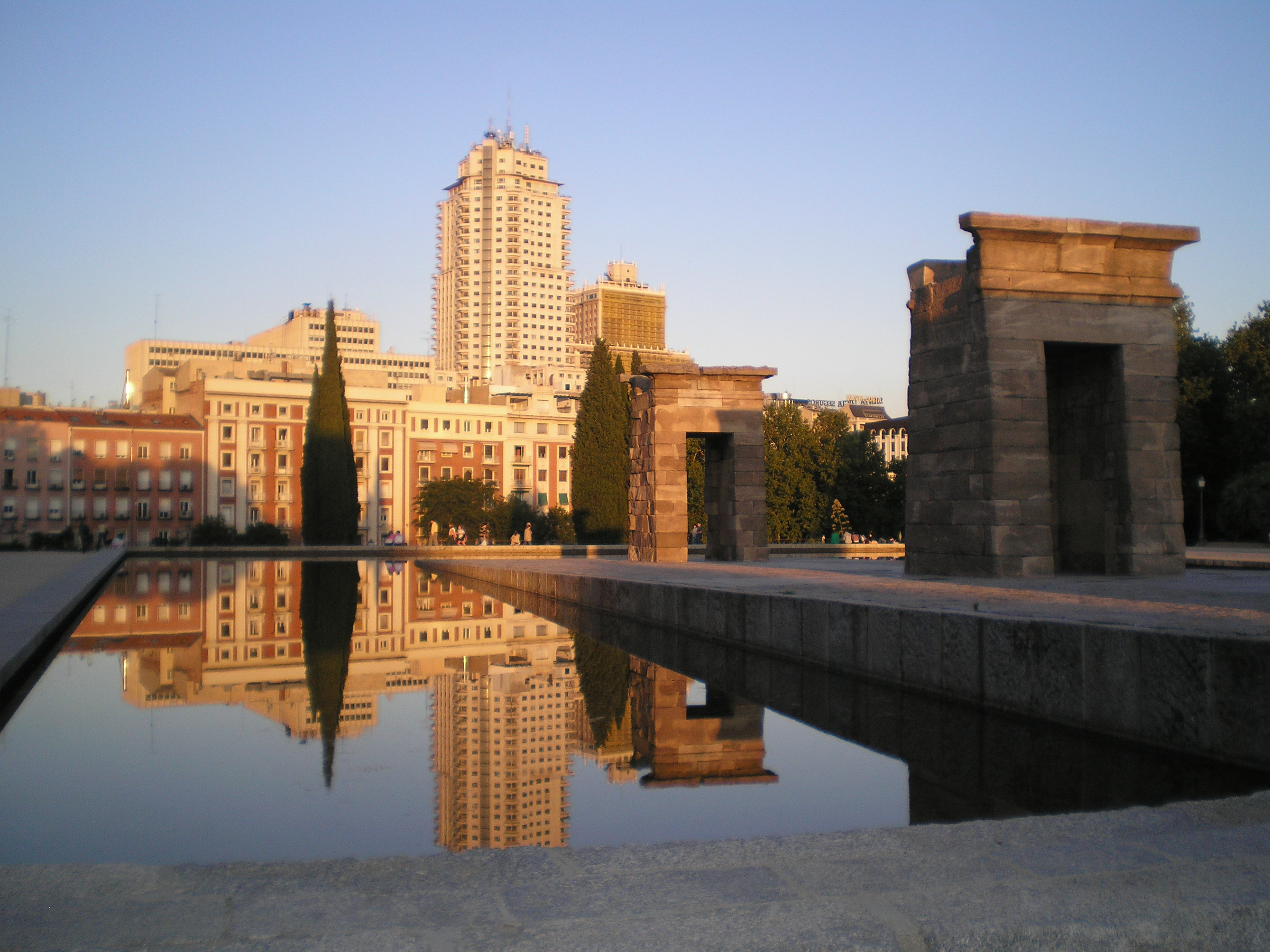
Tempio di Debod di sera con la torre di Madrid sullo sfondo.

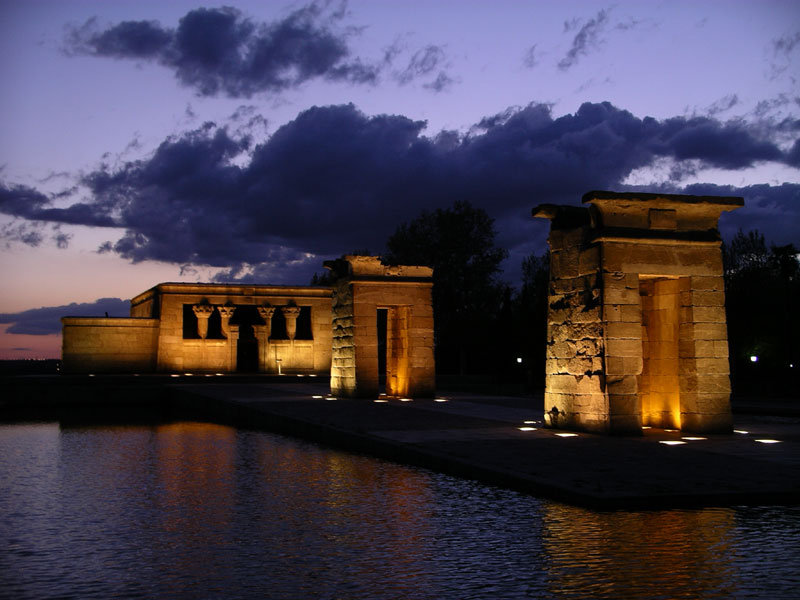
Tempio di Debod

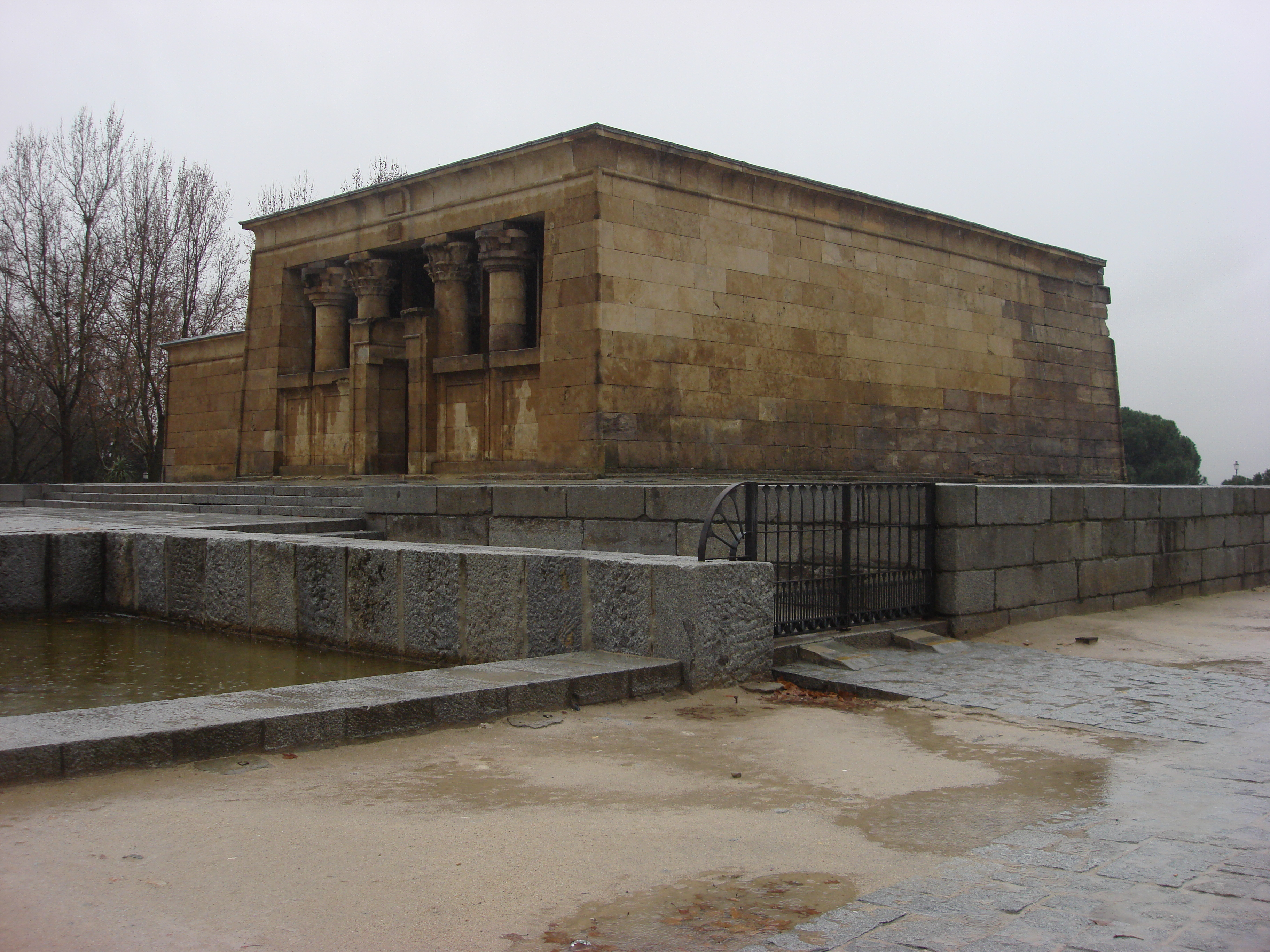
Dettaglio del tempio.

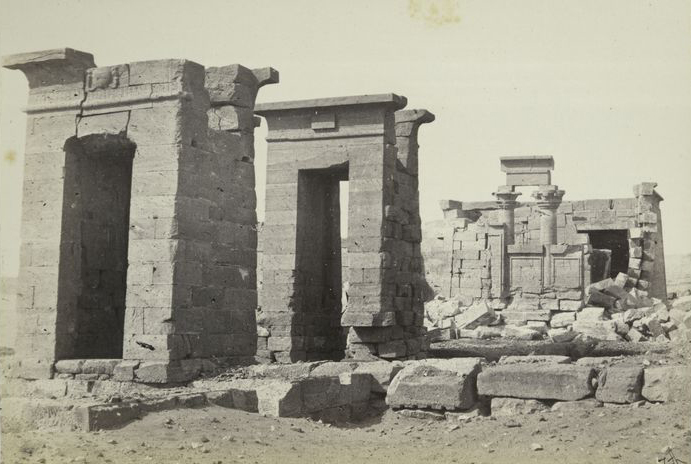
Tempio di Debod nella sua collocazione originaria.

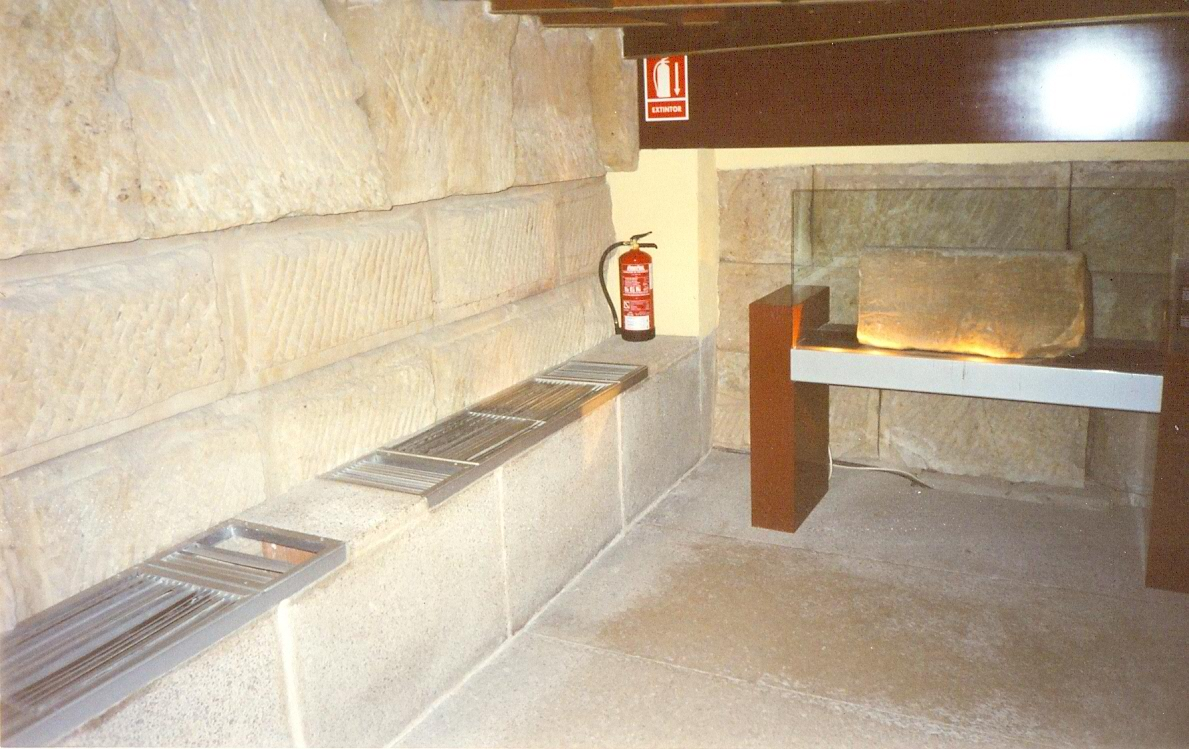
Interno del tempio

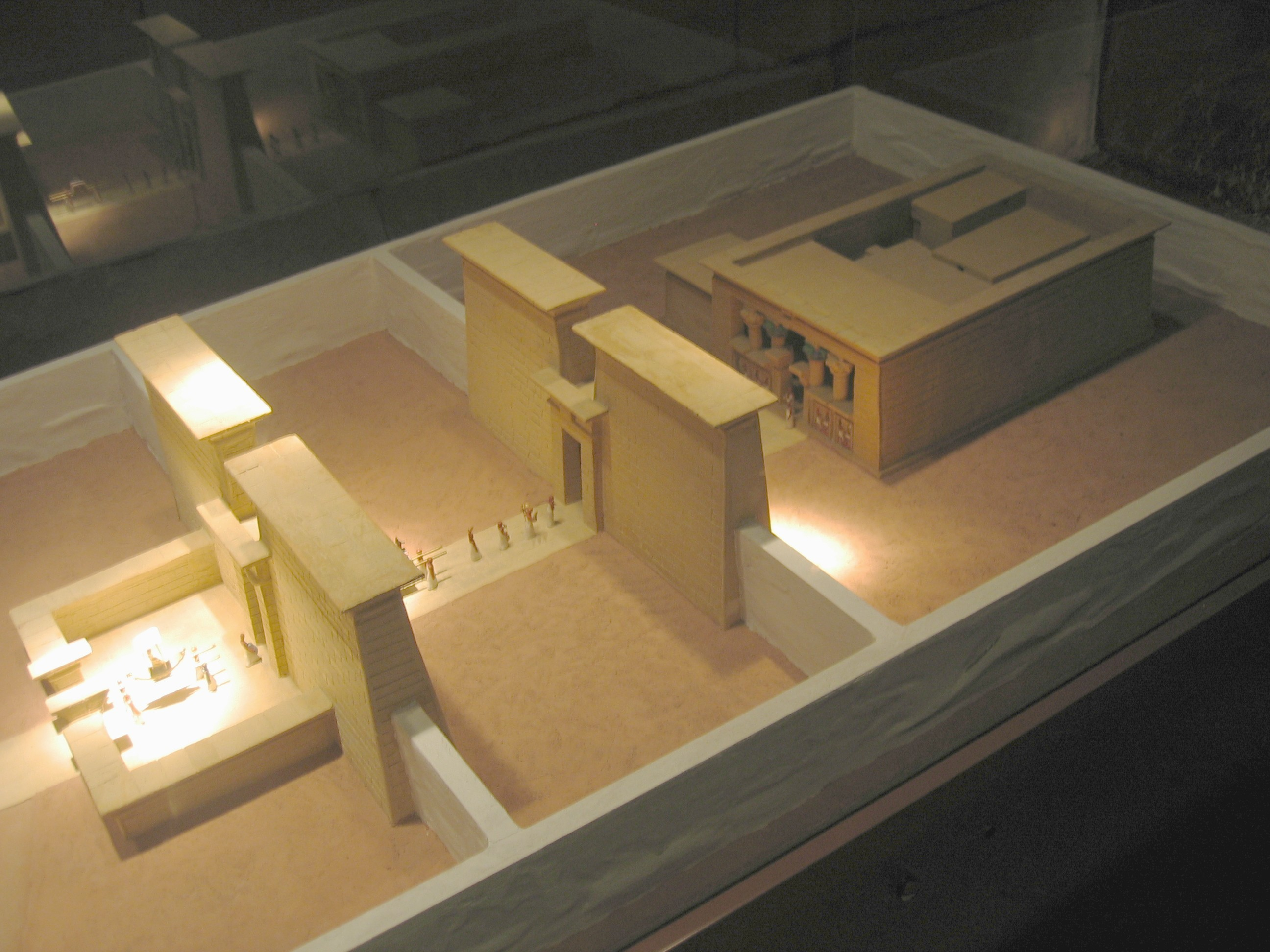
Pianta.

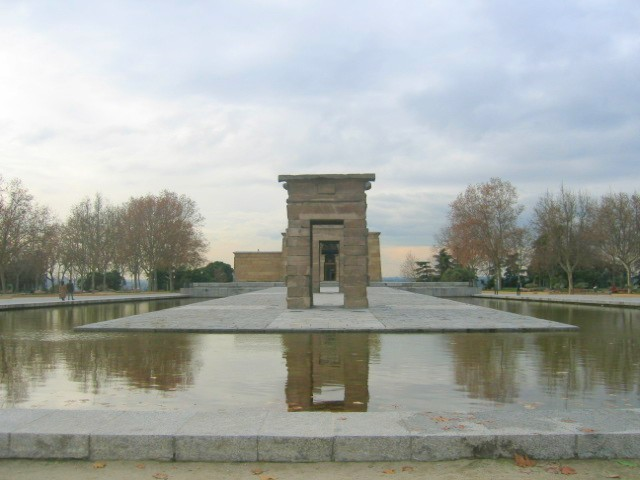
Vista frontale.

Il tempio di Debod è un tempio dell'antico Egitto localizzato attualmente a Madrid in Spagna. Si trova ad ovest della plaza de España, a fianco del Paseo del Pintor Rosales (Parque del Oeste), su un colle dove si trovava il Cuartel de la Montaña, teatro di un sanguinoso episodio della Guerra civile spagnola. In seguito al trasporto verso la Spagna, fu ricostruito in modo da rispettare approssimativamente l'orientamento originario, da est a ovest.
Il tempio di Debod fu un regalo dell'Egitto alla Spagna (1968), come ricompensa per l'aiuto spagnolo, in risposta all'appello internazionale dell'UNESCO per salvare i templi della Nubia, principalmente quello di Abu Simbel, in pericolo per la costruzione della diga di Assuan. L'Egitto donò quattro templi salvati a quattro diverse nazioni che avevano collaborato al salvataggio: Dendur agli Stati Uniti d'America (si trova attualmente al Metropolitan Museum of Art di New York), Ellesija all'Italia, Taffa ai Paesi Bassi e Debod alla Spagna.
Il tempio risale al II secolo a.C.. Il suo nucleo più antico fu eretto sotto il faraone Tolomeo IV Filopatore e decorato successivamente sotto il re nubiano Adijalamani di Meroe all'incirca fra il 200 e il 180 a. C., dedicato ad Amon di Debod ("Amani", in lingua kushita) e Iside. Possiede importanti aggiunte di epoca tolemaica e romano-imperiale (dal I secolo a.C. al I secolo d.C.).

## Collocazione originaria in Egitto
Il tempio di Debod era situato nella piccola località omonima, sulle rive del  Nilo, vicino alla prima cateratta, nella Bassa Nubia, il «paese dell'oro», nel sud dell'Egitto, molto vicino al punto dove il Nilo supera il Tropico del Cancro. Un poco più a nord, sull'isola di File, si trovava il grande santuario della dea Iside. Il tempio di Debod formava indirettamente parte di questo santuario, sebbene il suo culto fosse rivolto al dio Amon di Debod. Teologicamente legato a File dal I secolo a.C., ebbe anche correlazioni con altri templi della zona.

## Le origini di Debod come luogo di culto
Nell'insediamento noto come Debod, i resti più antichi risalgono al Medio Impero. Alcuni indizi fanno supporre l'esistenza di un piccolo luogo sacro nella zona, probabilmente una cappella, databile al Medio Impero. Non si sa a quale divinità era destinato il culto; si è ipotizzato che fossero venerati Jnum e Satet, che sono gli dei della Prima Cateratta. Il luogo era periodicamente visitato da spedizioni regie incaricate dello sfruttamento minerario degli uadi vicini. Di questa fase sono rimasti pochi resti archeologici.
Durante l'epoca ramesside si realizza l'egittizzazione di Kush (Nubia). Fu allora che si eresse a Debod il primo edificio in pietra di cui si ha notizia, consacrato da Seti II. Non sappiamo a quale divinità fosse consacrato, però dalla necropoli attigua a questo tempietto sembra che provenga una stele che menziona per la prima volta «Amon di Debod». Alcuni blocchi di quest'edicola ramesside furono riutilizzati nel tempio greco-romano.

## Storia del tempio
Il re Tolomeo IV Filopatore o forse il re nubiano Adijalamani (Adikhalamani) di Meroe, ordinò la costruzione nel 200 a. C. di una cappella in onore del dio Amon di Debod, nella località di Debod, nel sud dell'Egitto (nel luogo dove si trovavano i resti di un antico edificio di culto di epoca ramesside). Si tratta della cappella conosciuta come cappella dei rilievi o "cappella di Adijalamani", dove si possono vedere iscrizioni riferite ad Amon di Debod. Nei rilievi della cappella appaiono anche scene rituali dove si dice che il re Adijalamani ordina di costruire il monumento in onor di suo padre Amon e che Amon abita a Debod.
Il tempio sorse in stretta correlazione con un fatto storico di straordinaria importanza nella storia dell'Egitto tolemaico: la cosiddetta "Secessione Tebana". In questo periodo, per vent'anni (205-185 a. C.) tutto l'Alto Egitto si rese indipendente dal potere alessandrino; la Tebaide, come stato indipendente, ebbe i suoi monarchi. Questi dissensi interni in Egitto permisero ai kushiti di avanzare fino a File e ciò spiega la loro presenza nella stessa File, a Kalabsha, a Dakkah e a Debod.
Amon di Debod divenne la divinità principale del tempio. A poco a poco Iside lo andrà a sostituire in questa posizione di preminenza, però alcuni indizi fanno pensare ai ricercatori che, alla fine dell'epoca tolemaica, Amon di Debod avesse recuperato il suo ruolo di divinità principale del tempio.
Adijalamani porterà a Debod divinità nubiane (è il caso di Apedemak, il potente dio leone della dinastia meroíta, che compare menzionato nell'architrave di ingresso della cappella di Adijalamani).
Sempre in epoca tolemaica, non è chiaro l'anno esatto, il santuario fu ampliato con nuovi ambienti, seguendo una politica tradizionale che lasciava "invisibile" l'edificio precedente (il nucleo architettonico iniziale), il quale rimaneva circondato dalle nuove costruzioni tolemaiche, visibili dall'esterno. Tolomeo VI Filometore, una volta restaurato in Nubia il dominio lagide, consacrò a Iside il tempio di Debod. Tolomeo VIII Evergete dedicò nel tempio un naos a Iside e forse aggiunse un'altra sala alla cappella originaria. Tolomeo XII Aulete dedicò un altro naos (oggi perduto) al dio Amon di Debod.
Con l'arrivo dei romani e l'incorporazione dell'Egitto all'Impero, si realizzarono nuove opere di ampliamento del tempio:
- la costruzione di un pronao di facciata ipostila (4 colonne di ordine floreale, di cui due con capitelli incompiuti) con ingresso affiancato da intercolumni;
- i rilievi all'esterno degli intercolumni (Augusto davanti a Iside, Osiride, Amon di Debod e Maahes);
- la decorazione completa delle pareti interne del pronao (o vestibolo) ipostilo;
- la costruzione di un edificio adiacente al tempio, che è stato considerato un mammisi.

I romani portarono al tempio altre divinità, in relazione soprattutto al contesto teologico di File. In prossimità del tempio, benché fuori della zona religiosa e della necropoli, ebbe sede un piccolo distaccamento militare romano, denominato - nella topografia romana della zona - Parembole.
È probabile che dobbiamo agli imperatori antoniniani alcune delle ultime riforme architettoniche del tempio greco-romano. È certo che, a partire da Diocleziano, la zona soffrì con speciale intensità gli attacchi dei nomadi, in quella che sembra essere una Volkswanderung nubiana in direzione sud-nord/deserti-Nilo. I romani abbandonarono la frontiera di Maharraqa, che porta a File. Tutti gli accampamenti romani a sud di File furono abbandonati. La Nubia, e con essa Debod, restarono alla mercé dei nomadi Blemmi, che lasciarono le loro tracce sui muri del santuario. Quando l'imperatore Teodosio I decretò la chiusura di tutti i templi pagani dell'Impero (ad eccezione di File), Debod non era più sensu stricto sotto il controllo romano.
Più tardi, l'imperatore Giustiniano (VI secolo) stabilì la chiusura dei templi pagani in tutto l'Impero bizantino (del quale l'Egitto era una provincia). Con questo decreto, i templi egizi dedicati alle antiche divinità furono chiusi. Il culto pagano nel tempio di File fu abolito e il santuario ospitò una comunità cristiana che consacrò il tempio a santo Stefano. Così cominciò la cristianizzazione della Nubia. A Debod si trovano tracce della presenza cristiana.
Debod fu visitato durante la Tarda antichità, il Medioevo e l'Età Moderna da nomadi, da pellegrini pagani (che lasciarono proskynemata sui muri) e da cristiani; finalmente, l'edificio fu utilizzato in forma occasionale da musulmani. Tutte queste presenze umane lasciarono una traccia sui muri millenari del tempio, come successivamente faranno i viaggiatori dell'epoca romantica. La toponimia del luogo mantenne il nome originale egizio (ta-Hut), deformato in "Dabud", "Debod".
La prima descrizione esatta dell'edificio che giunse in Europa fu redatta nel 1813, quando l'esploratore svizzero Johann Ludwig Burckhardt fu inviato ad ispezionare e descrivere la zona per ordine di Napoleone. Lo stesso Jean-François Champollion visitò personalmente Debod, lasciando una breve nota sull'edificio. Durante il XIX secolo, il tempio fu nuovamente visitato da esploratori ed egittologi che fornirono una descrizione grafica e mostrarono indirettamente nei loro studi un progressivo deterioramento dell'edificio.
Quando nel 1907 si costruì nella regione la prima diga di Assuan (conosciuta come diga bassa), il tempio fu colpito gravemente, poiché restava sommerso per circa nove mesi all'anno. L'allagamento quasi costante del tempio provocò la perdita della policromia e il danneggiamento di alcuni rilievi. La pietra arenaria patì grandi guasti. Questa erosione causata dalle acque del Nilo si aggiungeva ai danni provocati dal terremoto del 1868. A seguito di questi danni, il Servizio delle Antichità dell'Egitto chiese all'architetto egiziano al-Barsanti di effettuare un restauro. Dopo la conclusione dell'opera, il tedesco Günther Roeder portò a termine uno studio esaustivo con documentazione fotografica, disegni di piante, alzate e commenti. La sua opera continua a essere il riferimento bibliografico fondamentale per l'edificio, a un secolo di distanza.
Nel 1961, a causa della costruzione della nuova diga di Assuan, il tempio (e altri edifici) fu smontato da una missione archeologica polacca (che individua i livelli più antichi dell'edificio, di epoca ramesside -Seti II) e i suoi blocchi di pietre furono depositati sull'isola Elefantina fino al successivo trasferimento al porto di Alessandria d'Egitto. Da questo porto iniziò il viaggio per mare verso la Spagna, con una cessione diplomaticamente complessa, piena di luci e ombre, nella quale prestigio, denaro, istituzioni e organismi ufficiali furono impegnati in una negoziazione difficile e dura (in chiara contraddizione con le dichiarazioni ufficiali) come ha dimostrato lo studioso Jambrina.
Nella sua nuova collocazione fu inaugurato nel luglio del 1972 dal sindaco di Madrid Carlos Arias Navarro.

## Trasporto del tempio in Spagna

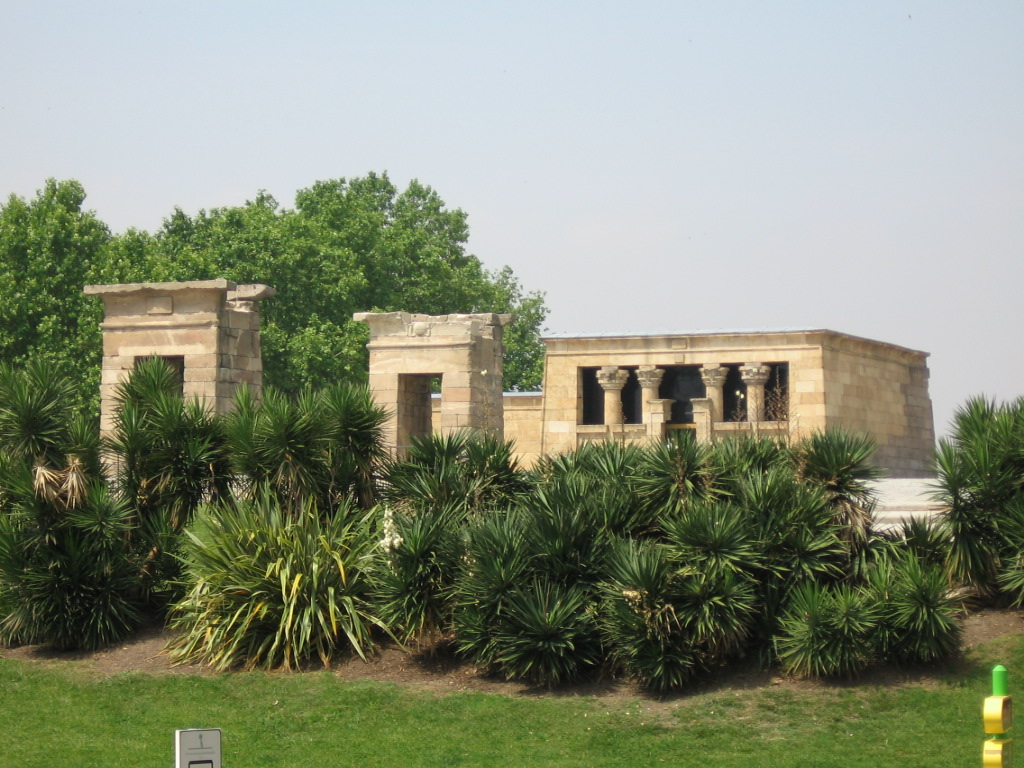
Il tempio sulla Montaña del Príncipe Pío.

Nel 1960 si costituì in Spagna un gruppo per il salvataggio dei monumenti della Nubia. Si chiamò Comité Español ("Comitato spagnolo)" e il suo direttore fu il professore e archeologo spagnolo Martín Almagro Basch, che collaborò agli scavi in Nubia, sia in Egitto sia in Sudan. Tuttavia, le opere di scavo nel sito del tempio di Debod non furono condotte dal Comité Español, ma dal Servizio delle Antichità dell'Egitto e una squadra della Missione archeologica polacca. L'Unesco affidò l'incarico di copiare tutte le iscrizioni del tempio agli egittologi François Daumas e Philippe Derchain.
Una volta smontato il tempio nel 1961, fu portato all'isola Elefantina, presso Assuan, l'antica Siene. Qui la maggior parte dei blocchi di pietra rimasero fino all'aprile del 1970, quando furono trasportati ad Alessandria d'Egitto. Il 6 giugno di quell'anno, le casse imballate che contenevano i blocchi del tempio di Debod furono imbarcate sulla nave Benisa e arrivarono al porto di Valencia il 18 giugno. Da Valencia furono trasportate in autocarro a Madrid, dove furono immagazzinate nel Cuartel de la Montaña.
Il compito degli archeologi spagnoli sotto la direzione di Martín Almagro fu difficile, poiché il Servizio delle Antichità dell'Egitto trasmise solo una pianta e uno schizzo dell'alzata del monumento, corredati da alcune fotografie senza alcun tipo di riferimento. Più di cento blocchi avevano perso la numerazione e molti frammenti recavano un contrassegno che non corrispondeva alla pianta. Finalmente, e dopo varie titubanze, la ricostruzione del tempio fu un'anastilosi, che ricreò ex-novo la facciata ipostila perduta nel XIX secolo e chiuse il mammisi dal suo lato orientale.

## Ricostruzione, restauro e conservazione

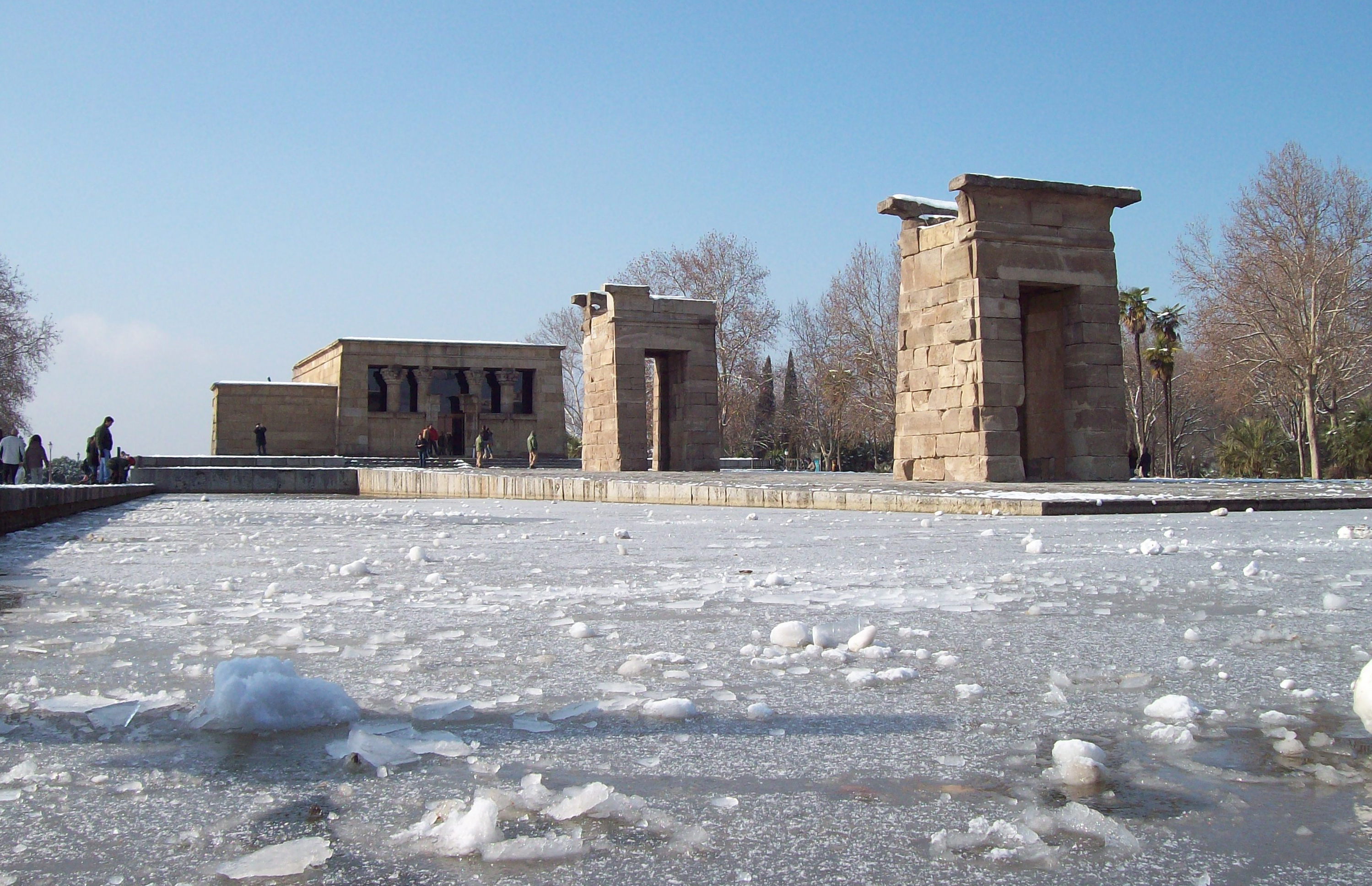
Il tempio di Debod in inverno.

In primo luogo si innalzò un basamento di pietra (a modo di podio) con il fine di isolare i blocchi originari del tempio e di impedire il loro contatto con il suolo. Sopra il basamento si iniziò la ricostruzione, seguendo la tecnica chiamata anastilosi, che consiste nel collocare al loro posto gli elementi originari, aggiungendo ad essi parte ricostruite con una pietra di colore differente, in modo da distinguere gli elementi antichi da quelli nuovi. La pietra nuova proviene da Villamayor, in provincia di Salamanca.
Tre blocchi esterni furono trattati chimicamente per proteggerli e rinforzarli (la gola del secondo pilastro, un capitello e un tamburo di colonna). All'interno dell'edificio fu installato un impianto di aria condizionata per ottenere un'atmosfera asciutta costante. E come ricordo del Nilo, si costruì uno stagno di bassa profondità lungo i pilastri di accesso al tempio. Le opere di ricostruzione del monumento durarono due anni. La sua inaugurazione ebbe luogo il 18 luglio 1972.
Dalla sua apertura al pubblico madrileno la conservazione del tempio è stata circondata da polemiche. L'edificio fu utilizzato in modo indiscriminato per rassegne cinematografiche estive, per rappresentazioni teatrali, per annunci pubblicitari, per spot musicali. L'inquinamento e il clima di Madrid, così come i vandalismi, hanno lasciato tracce profonde nell'edificio. L'allarme è stato lanciato nei Congressi di Egittologia Iberica che si sono svolti a Madrid, a Barcellona, a La Laguna) e -recentemente- dall'UNESCO. La risposta ufficiale delle autorità preposte alla conservazione è stata una sistematica smentita degli allarmi con interventi di poca incisività. Il tempio persiste nel suo degrado.
Lo stato del monumento è una trasgressione flagrante ai principi della conservazione dei monumenti storici stabiliti dalla Carta di Venezia.

## L'edificio

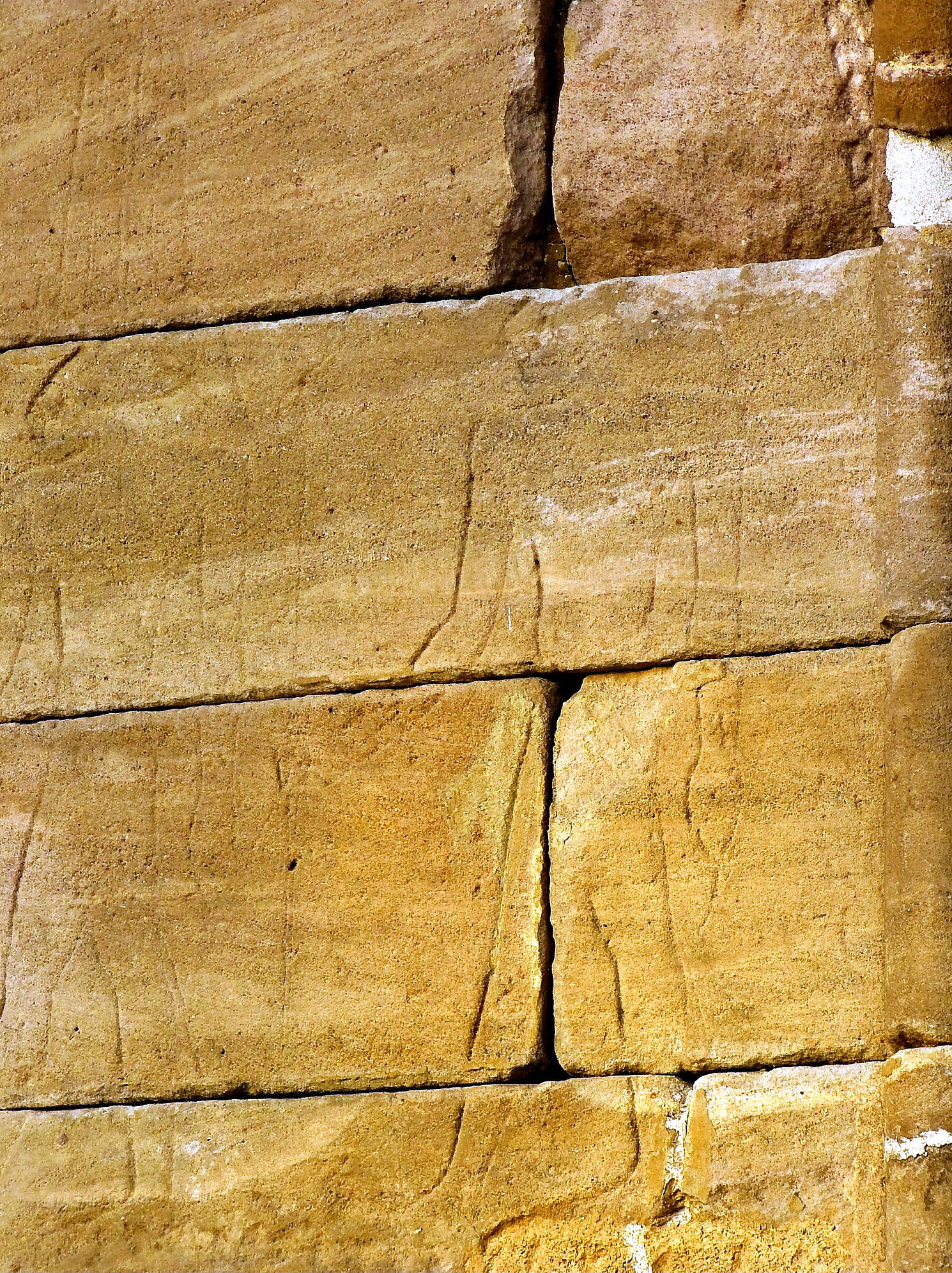
Dettaglio dei blocchi.

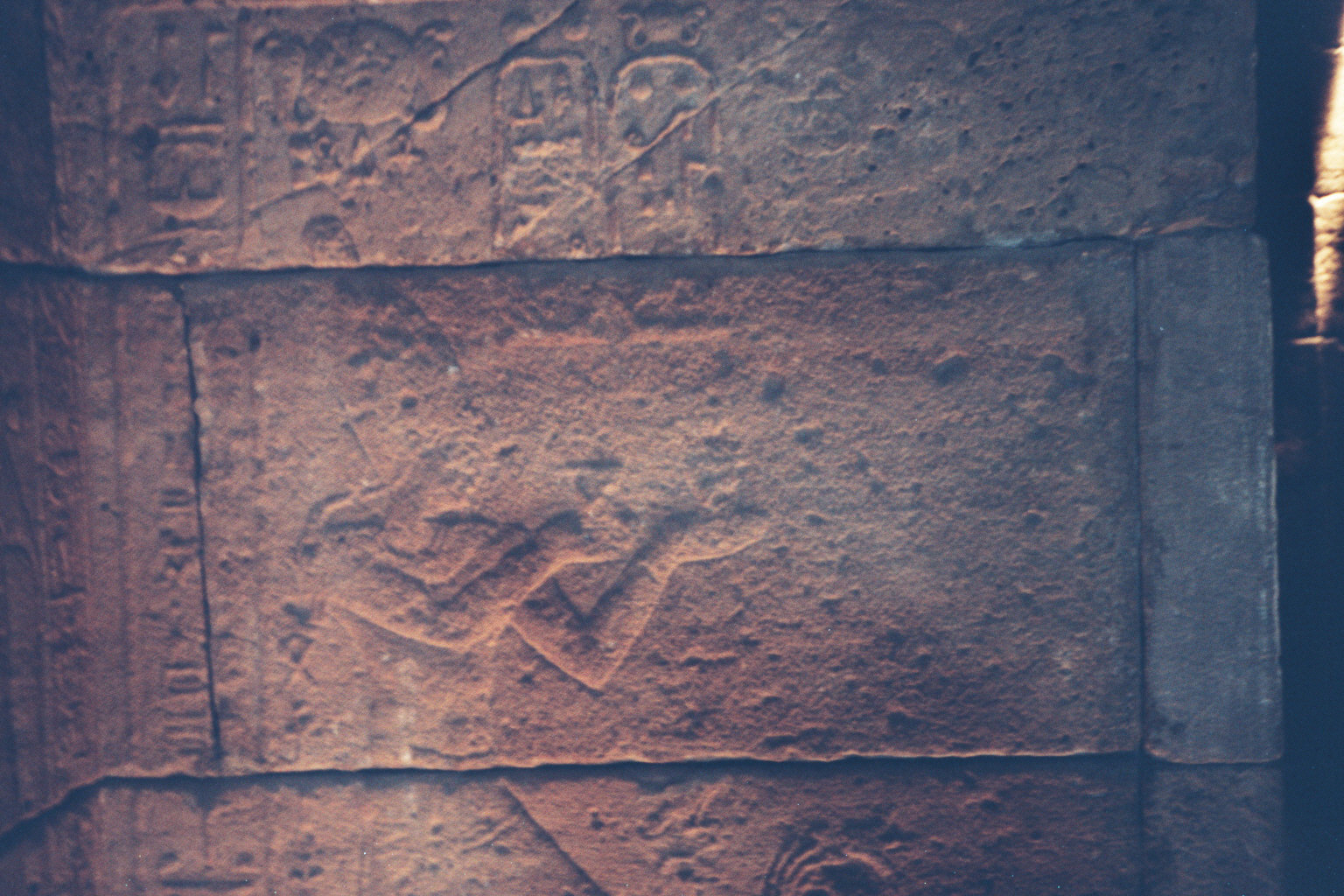
Rilievo all'interno.

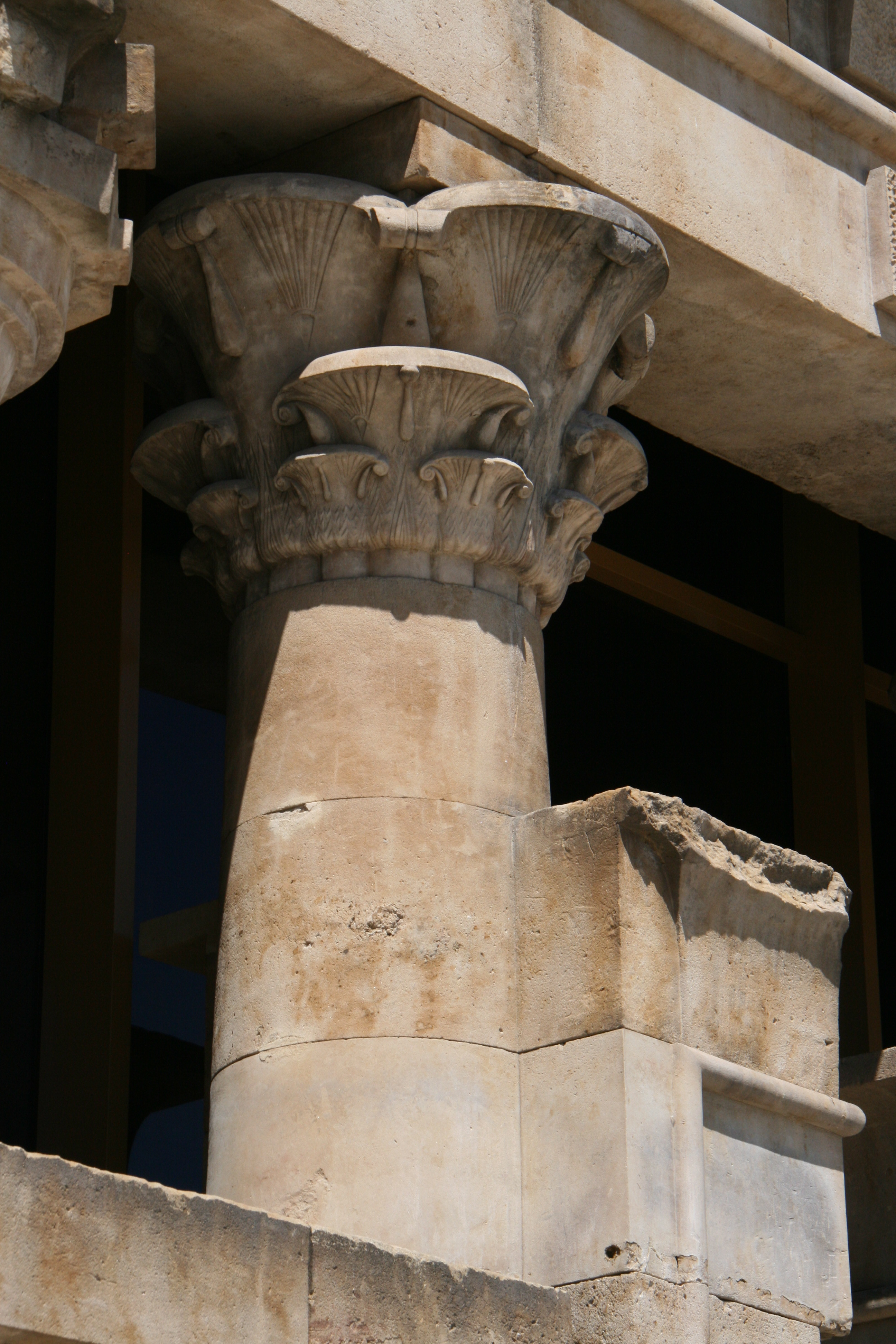
Colonne della facciata.

Il tempio si trova attualmente restaurato e alcune parti mancanti sono state ricostruite. Consta di una serie di ambienti visitabili. Il miglior momento per ammirarlo dall'esterno è prima del tramonto.

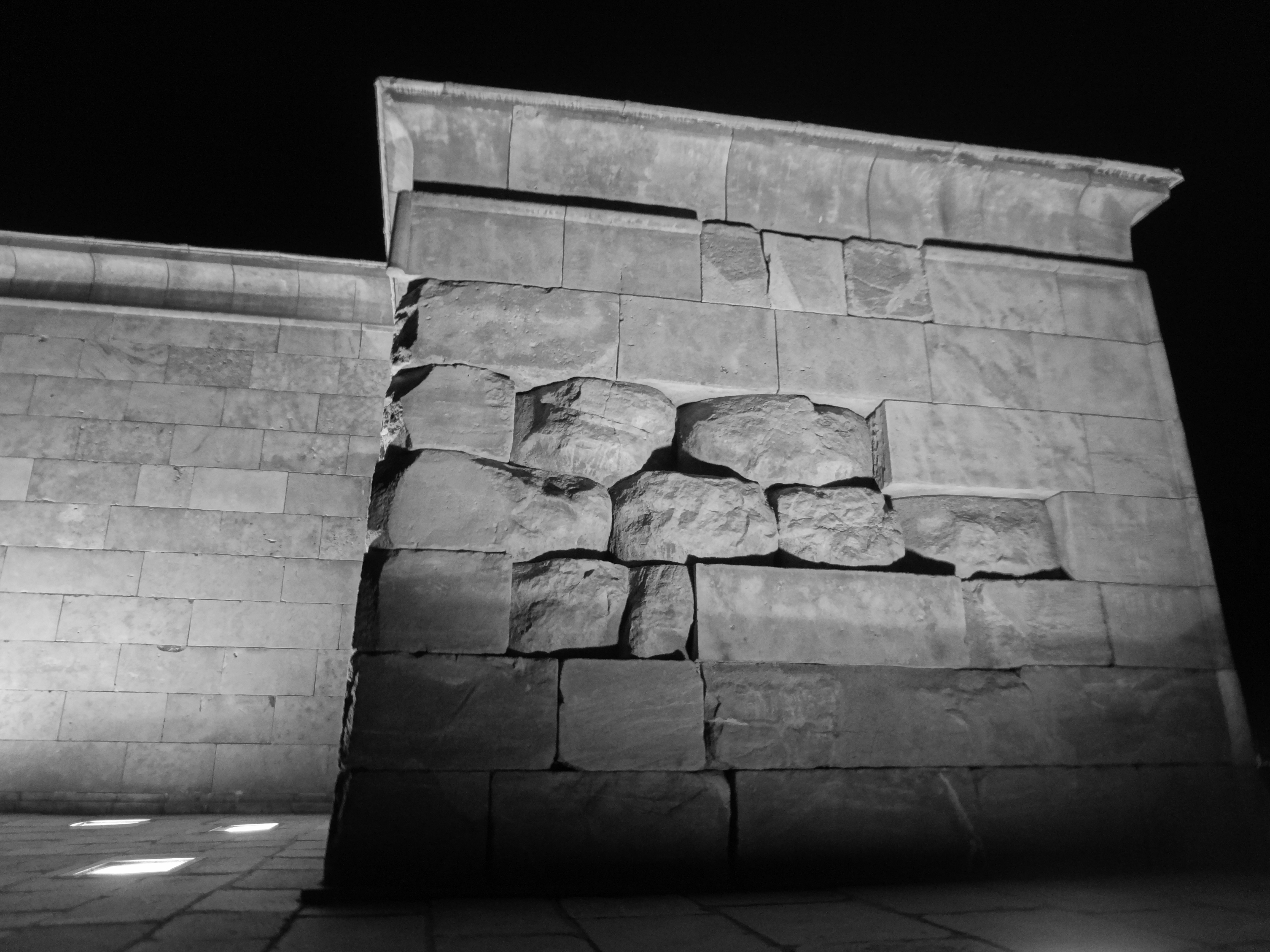
Tempio di Debod, Dettaglio dei blocchi.

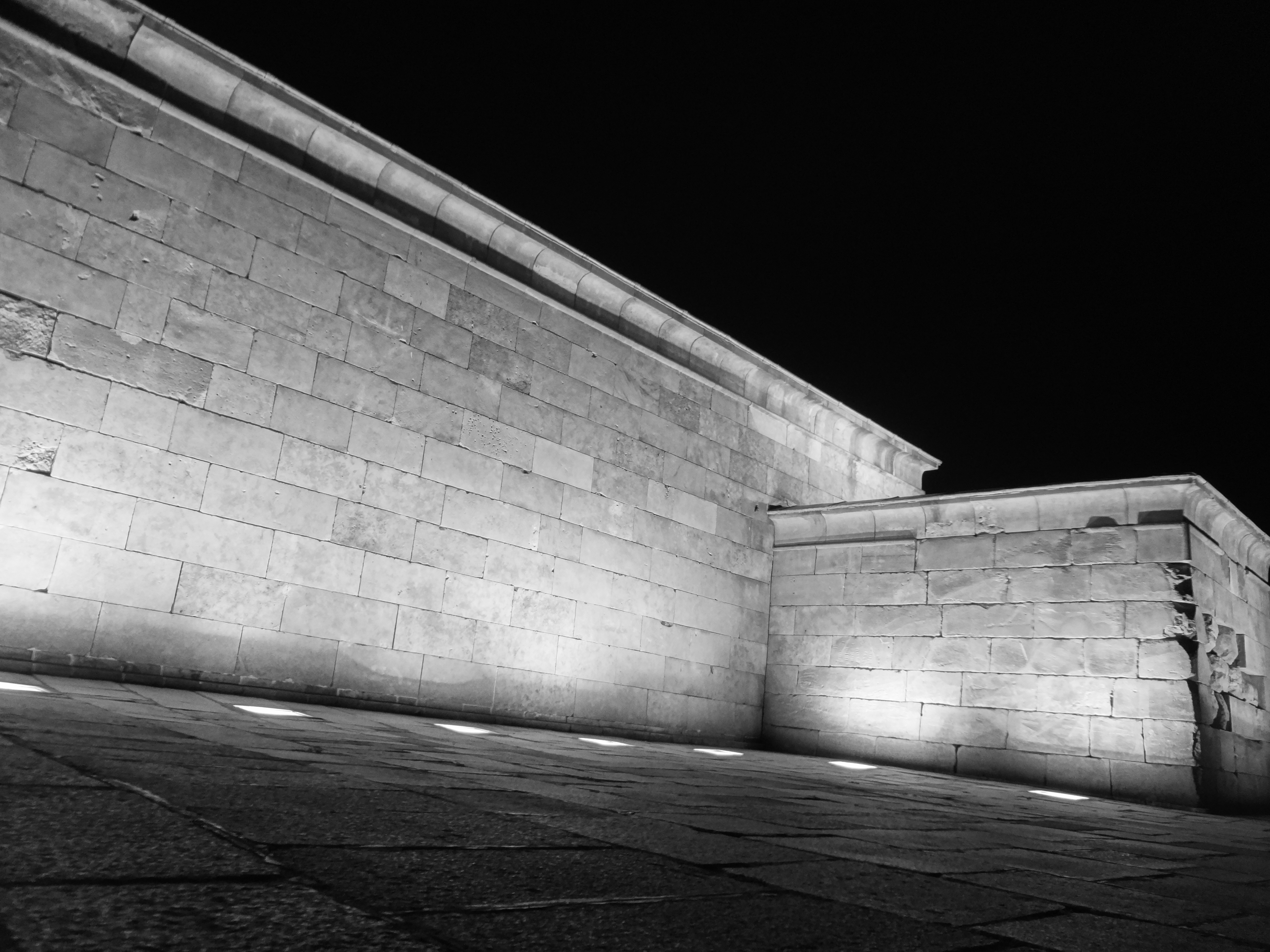
Tempio di Debod, Dettaglio dei blocchi.

### Cappella di Adijalamani o dei rilievi
È il nucleo architettonico del santuario, la parte più antica conservata del tempio, che si trova in uno stato di conservazione accettabile (eccetto la policromia); è decorata con scene che rappresentano il re che adora gli dei e offre sacrifici. Sono motivi relativi al culto regio degli dei della zona e alla sacralità della monarchia. Questa cappella fu consacrata originariamente al dio Amon di Debod, che riceve culto insieme ad altre divinità (Iside, Hathor, Osiride, Horus, Apset, Mut, Satet, Anuqet, Horajty ...) Imhotep occupa un luogo separato nell'ingresso.
La concezione del progetto di questa sala e la sua esecuzione concreta può essere attribuita solo a direttive provenienti da File, tanto per la sua qualità artistica quanto per la rigida applicazione di canoni in tutte le scene e i testi di contenuto teologico.

### Mammisi
La parola mammisi è di origine copta e significa «luogo natale». Allude al luogo dove la dea venerata nel tempio veniva alla luce, e in questo luogo si celebrava il «mistero della nascita divina».
Nel 1991 i ricercatori considerarono la possibilità che questa sala del tempio fosse un mammisi, vista la sua ubicazione e la sua singolarità, però il suo uso era probabilmente di altra natura, come hanno ipotizzato indagini più recenti. Ciò nonostante mantiene la denominazione di mammisi.
Questa sala fu probabilmente l'ultima modifica che l'Egitto romano impose all'architettura del tempio e costituiscono un post-quem della stessa i rilievi del vestibolo, realizzati sotto Augusto e Tiberio (42 a.C. - 37 d.C.). La costruzione rompe la simmetria assiale della pianta del tempio. Non ci sono iscrizioni sulle pareti. Sul muro occidentale si può vedere un buco (forse usato per alloggiare un'immagine sacra). Sul muro meridionale si apre una feritoia attraverso la quale entrava una luce indiretta che si confaceva all'ambiente necessario per le cerimonie.

### Altri ambienti
- Vestibolo o pronao ipostilo: con decorazione realizzata all'epoca di Augusto e Tiberio.
- Anticamera del naos: serve da ingresso per le tre cappelle dell'abside
- Sala dei naoi: contiene l'unico naos che si conserva (c'era un secondo naos monolitico che scomparve nel XIX secolo).
- Corridoio: uno dei muri (originariamente era un muro esterno) contiene un'interessante meridiana.
- Cappella osiriaca: cappella-reliquiario di Osiride, nella terrazza, presso la scalinata rituale di ingresso.
- Terrazza: luogo dove si svolgevano importanti cerimonie solare e il rituale del nuovo anno.
- Cappelle dell'abside: accanto alla cappella del naos si trovano due cappelle anepigrafi.
- Uabet: luogo di purificazione, si apre sul vestibolo.
- Cripte: Debod è uno dei pochi templi che avevano cripte, che si aprono sulle cappelle dell'abside.